# تمپلتون (پنسیلوانیا)
تمپلتون (به انگلیسی: Templeton) یک منطقهٔ مسکونی در ایالات متحده آمریکا است که در شهرستان آرمسترانگ، پنسیلوانیا واقع شده‌است. تمپلتون ۳۲۵ نفر جمعیت دارد.